# ぱすてるチャイムContinue
『ぱすてるチャイムContinue』（ぱすてるチャイムコンティニュー）は、2005年6月17日にアリスソフトから発売された18禁RPG。

## 概要
「ぱすチャ」シリーズの第2作で、1998年に発売された『ぱすてるチャイム -恋のスキルアップ-』の続編にあたる。
前作同様、主人公を授業によって育成しながらダンジョンを探索するRPGである。物語の舞台は前作から約10年後のルーベンス大陸・ラスタル王国にある光綾学園。登場人物に前作の関係者が多いこともあり、前作のキャラクター達も数多く登場する。
2005年12月9日にはファンディスク『ぱすちゃC++』が数量限定で発売され、2006年1月27日には同ファンディスクの追加生産版が発売された。
2010年12月9日に5pb.より、今作と『ぱすちゃC++』の一部を収録したPSP版が発売された。アリスソフトの作品としては、『Only you -リ・クルス-』以来の移植作となる。なお、当初は11月25日の発売を予定していたが、PSP版で新たに実装した周回データ引き継ぎの調整に難航したため延期となった。

## システム
ゲームシステムは、前作のようにダンジョンに潜って主人公を鍛えるというものだが、戦闘に『夜が来る!』で用いられた時間概念を導入、ステータスを前作より簡略化、アイテムが識別済み、好感度の数値表示化と若干の変更がなされている。また、キャラクターとの固有イベントが前作や夜が来ると比べて充実した。前作にもあった職業と授業、クリア後の購買部リストの引継ぎ、ランサーなどの要素はそのままである。

## ストーリー
私立ファルネーゼASを放校処分となった主人公の薙原ユウキは、冒険者となる望みを繋ぐべく光綾学園へ転校してくる。そこで、幼なじみの竜胆リナと、前の学園で突然退学し消息が分からなくなっていた憧れの先輩、斎香・S・ファルネーゼと再会する。

## 登場人物
※声はPC版/ドラマCD / PSP版の順。

### 主人公
薙原 ユウキ（なぎはら ユウキ）
声 - なし/ヘルシー太郎/なし
今作の主人公。種族: ヒューマン 出身:ベルビア王国 血液型:O型　誕生日:10/17 所属クラス: B組 ナツミからは「ナギー」と呼ばれる。
冒険者育成のエリート校であるファルネーゼAS（ASとは「ADVENTUREAR's SCHOOL」の略）から光綾学園に転入してきた青年。10年前、冒険者であった父（薙原 シン）が、新大陸コルウェイドで起きた「スレアークの虐殺事件」に巻き込まれて行方不明となったことから、その消息を掴むために冒険者を目指す。
ベルビアに住んでいた頃に近所だった竜胆沙耶、リナの姉妹とは幼馴染の関係であり、小さい頃はよく一緒に遊んでいた。だが、冒険者を志してビアンキ共和国にあるファルネーゼASに進学して以降は、光綾学園で再会するまで二年ほど疎遠状態となっていた。
普段は素っ気なさそうに振舞っているが、いざという時には他人の為に熱くなれる強い正義感を持った直情型な性格。この人柄からほとんどの同級生や教師たちから好意的に見られている一方、担任のセレスからは「女泣かせになるタイプ」と心配されている。 また、無関係なことにも首を突っ込もうとしたり、余計なことを口にしては、よく騒動に巻き込まれており、芥子々谷 陶子からは「典型的な巻き込まれ型主人公タイプ」と評されている。
ファルネーゼASに在籍時は学生会に所属し、庶務班長をしていた。しかし、後輩の一人が学園の実質的な支配者である学生会長のリカルドに理不尽な処罰を受けたことから彼に反発、黒かった髪をその後輩と同じ赤色に染め、彼を殴りつけた。その後、退学こそ免れたが放校処分を受けてファルネーゼASに留まれなくなっていたところを光綾学園の校長であるベネットに拾われた。そこで幼馴染のリナやファルネーゼASで憧れの先輩だった斎香との再会、自称ユウキの婚約者のフィル、謎の少女ルーシーと出会い、新たな学園生活を送ることとなる。
エリート校であるファルネーゼASに二年間在籍していた実力は本物で、冒険者としての素質や観察力は周りからも高く評価されている。

### ヒロイン
竜胆 リナ（りんどう リナ）
声 - 白波遥 / 同左 / 喜多村英梨
魔法使い志望 種族:ヒューマン 出身:ベルビア王国 3サイズ: 85/57/86 血液型: AB型　所属クラス: B組　
ユウキの幼馴染で、ユウキが転入してきた初日に再会を果たす。冒険者（兼アイドル）を目指し、前作のヒロインである竜胆沙耶を姉に持つ。実家は蕎麦屋で蕎麦にはこだわりを持っている。
顔見知りのナツミには「りんりん」と呼ばれている。また、ツーサイドアップにまとめた髪型の両方から触覚のようにアホ毛が生えており、フィルからは時々「触覚女」と呼ばれている。
性格は明朗闊達で面倒見が良く成績も良いため、クラスの中心的な存在。口より先に手が出るタイプで、特にユウキに対してはその傾向が顕著である。
子供の頃に姉の沙耶からユウキと一緒に剣術の手解きを受けており、完柳斎からは戦士へのジョブチェンジを勧められている。その実力はステータスにも反映されており、仲間になる魔法使いの中でも攻撃力が圧倒的に高く、後衛タイプのジョブにしたユウキの代わりに前衛に出てもそこそこ戦える程強い。
中学卒業後は、冒険科の名門であるファルネーゼASに進学したユウキと違い、当初は普通科の学園に通っていた。しかし、ユウキの存在が置き去りにされた自分の中で、日増しに大きくなっている事に気付き、その思いを自覚、彼を追いかける為に冒険科への進路変更を決心する。その際、幼少の頃に抱いていた「アイドル＝魔法少女」の発想から、魔法の名門と言われる光綾学園に編入し、冒険者としてユウキと再会をしようと考えていた。その為、光綾学園でのユウキとの再会は予想外の出来事であり、元々の素直になれない性格や自分と違い素直に愛情を表現するフィルの行動も手伝って、ユウキに対して保護者のような行動を繰り返してしまっている。ちなみに現在の成績は女子のトップだが、中学時代の成績についてはユウキに硬く口止めしている（光綾学園に編入する際は、猛勉強だった）。
趣味は「ゴーレムマスター」なる児童対象のTCGで、子供の頃から始めて現在でも変装してまで大会に出場し続けている程深くのめり込んでいる。その強さは相当なモノであるらしく、子供達からは「GG（ゴーレムギャル）」の異名で呼ばれ、憧れの存在となっている。
一部アンケートでは姉である沙耶とは容姿が大幅に異なる点を指摘されており、キャラデザインを担当した“おにぎりくん”は、公式書籍である「ぱすてるチャイムContinue　Visual Collection」内のキャラクター解説で「沙耶を父親似とするとリナは母親似でイメージしました」とコメントしている。
『パステルチャイム3』にてアイドルの冒険者となっていることが判明する。炎の攻撃魔法に特化しており竜炎（ドラグフレア）のリナと呼ばれている
斎香・S・ファルネーゼ（さいか・シス・ファルネーゼ）
声 - 北都南 / 同左 / 佐藤利奈
戦士志望 種族: ヒューマン 出身: ビアンキ共和国 血液型:B型 所属クラス: B組 左利き　愛読書:詩集
ルーベンス大陸一の武器メーカー「ファルネーゼ」の1人娘。元ファルネーゼASの学生で、ユウキが密かに憧れていた先輩。リカルドとは祖父同士が決めた許婚の関係。
頭につけた黒いカチューシャと青い長髪が印象的な美少女。
名門良家の息女として厳しく躾けられており、日常の会話は淑やかで礼儀正しく誰に対してもその姿勢を崩すことなく接している。また戦士としても努力を惜しまず日々の鍛錬を怠らない真面目な性格で、ファルネーゼAS在籍時にはインターアド戦士部門女子の部で3年連続優勝の記録を残している。だが一方で社会常識に疎い所があり、ナツミの口車に乗せられたり、言葉のあやを真に受けてしまうことが多い。
料理の腕に関しても初期のころはレシピを見ても失敗してしまうほど不得意であったが、後に努力を重ねてこれを克服している。
ファルネーゼASに在学していた当時、婚約者であるリカルドに支配されているも同然だった学園を自分ではどうする事も出来ない事に失望し退学する。以来消息不明となっていたが、光綾学園で1学年下げて復学し、そこで転校してきたユウキと再会する。そのため、ユウキは同じクラスになっても「先輩」と呼んでいる。当初、ユウキ達のクラスとは違うE組だったが、ある事情によりユウキ達のB組に編入される。
アルバイトの帰り道、ユウキと一緒にラーメンを食べに言って以来、とんこつラーメンが好きになり、自ら進んでおいしくなる食べ方を研究するほど夢中となる。
ちなみに母方の姓は“鷺ノ宮（さぎのみや）”であり、事情により本名である“ファルネーゼ”の姓を名乗ることができなかった際にはこちらを名乗るようにしている。
コミック版では、自身の思いを伝えることでリナへの気持ちに思い悩むユウキに決断を促した。だが、卒業から一年後に再会した際にはフィル同様、自分もまだユウキのことを諦めていないと宣言した。なお、再会時にはそれまで伸ばしていた髪を切っており、ゲームでは見られない短髪姿を披露している。
ルーシー・ミンシアード
声 - みる / 同左 /早見沙織
スカウト志望　種族: エルフ　出身: ベルビア王国 カザン　血液型: O型　所属クラス: D組
猫の垂耳のような形をした黒い帽子と金髪が特徴的な少女。
バレッタ兄妹とのイザコザで迷宮内に閉じ込められたユウキに出口を教えてくれたことが縁で知り合う。その時のお礼として、自身が行っているラッキーアイテム収集の手伝いを要求した為、実習でパーティを組むようになる。
普段は無愛想で無口、しかし意外と言いたい事や思った事は遠慮なくはっきりと言うマイペースな性格。
上記の性格もあり周囲の者からやや距離を置かれてしまっているが、そういったことを気にしないユウキやB組のメンバーとは良好な関係を築いており、ルートによっては聖誕祭のクラスパーティに招待されて一緒に楽しむ姿も描かれている。
猫と会話することができたり、他人に額をつけるとつけた人間の考えや記憶を覗く事や自分のイメージを伝えることができたりと不思議な特技を幾つも持ち合わせている。さらに『ぱすちゃC++』のドラマCDでは、新たに走り屋だったという過去を口走り、ヒューズ達が用意した金の鯱がつけられたバスのエンジン音を聞いただけで改造車だと見抜いた（しかも、そのデザインを密かにカッコいいとも思っていた）。
意外にも、アルバイトで人生相談のカウンセラーを行なっており、その解決率は90％以上を誇る。
10年程前から黒猫のニィさんと共に日々ラッキーアイテムを収集しているが、行動に反して本人は自分でも自覚するほど運が悪く、これも周囲から距離を置かれている遠因となってしまっている。一部では邪神ディーの使徒との噂もあるがその件に関して何も言及しない為、真偽は不明である。
ちなみに『ぱすちゃC++』では、ヒロインで唯一アダルトシーンのあるストーリーが収録されていない。
フィル・イハート
声 - 一色ヒカル / 同左 /新名彩乃
神術士志望（信仰神: ラヴェル）　種族: エルフ　出身: ベルビア王国　血液型:A型　所属クラス: B組
小麦色の肌と紫髪のツインテールがトレードマークの少女で、一人称は僕。ユウキの前に突然現れ、「ユウキの婚約者」を自称しているが、ユウキ自身は心当たりがない。
初登場ではユウキの部屋に下着姿で忍び込み、寝ている彼の隣で添い寝をするという大胆な行動を取るものの、その直後に偶然ユウキの部屋を訪れたナツミにその光景を写真に撮られた上、特ダネとして彼女が自作で発行している新聞「723ニュース」において一面記事にされてしまった。
本来、ユウキ達とは違うクラスだったが、斎香がユウキ達のクラスに編入されることになった際に「自分も同じクラスに！」と主張した結果、斎香と共にユウキ達のB組に編入した。が、自己紹介において誤解を生む様な発言をしてしまった為、斎香の編入で既に混乱していた周囲をさらに困惑させる。
明るく元気で感情が顔に出やすく、思ったことはすぐに行動に移す性格。特にユウキに対しては積極的にアタックするだけで無く周囲の目も気にせずに抱きついて来る等、遠慮なく愛情を表現する。そのため、ユウキの保護者を自任するリナとはユウキを巡って衝突する事が多い。
好きな物は漫画とお菓子で、本人曰く「ケーキだったらいくらでも食べられる」。
前述の点から子供っぽい印象が目立つが、宗派のラヴェルに対しての信仰はかなり厚く、リナにラヴェルを不人気と馬鹿にされた際には、インターアドで優勝してその力を証明しようとイヴに自ら特訓を申し出ている。また決勝戦では、拳士として「対戦相手は倒すべき敵である」と考えていたアルツに「今は対戦相手であったとしても将来、一緒に冒険するかも知れないのだから仲間である」という自分の神術士としての考えを伝え、彼女が試合中に傷を負った時にはそれを気遣う優しさ見せている。
コミック版ではリナに、ユウキのことが好きなのかを問いただしたり、ユウキを賭けて勝負を挑んだりするなど、ユウキを巡るライバルとしての描写が強調されており、卒業から一年後に再会した際も恋人になったリナに「まだ負けてない」と宣言し、ユウキのことを諦めていなかった。ちなみにこの時の容姿は、前述したツインテールをやめて髪を下ろしている。

### サブキャラクター

#### 光綾学園・生徒
サワタリ
声 - 真南成道 / 同左 /中國卓郎
スカウト志望　種族: ヒューマン　出身: ナナギ皇国　血液型: AB型　所属クラス: B組　ナツミからは「サワッチ」と呼ばれる（フルネームは本人が秘密にしており誰も知らない）。
男子メンバーの中では最も早くユウキに声をかけてきた人物で、以来ユウキの親友兼悪友として、よく行動を共にするようになる。
幼少の頃に忍者に助けられたことから忍者に憧れており、週末に行われる実習では忍び装束を身に纏っている。本気で職業として忍者を志望しているが、忍者は職業として認められていないため、やむを得ずいちばん近いと思われるスカウトを志望している。クラス内ではなにかにつけて忍者に関係する事をしているが、すぐに却下されたり「（ものまねの）元ネタが分からない」と言われたりして、報われることはほとんど無い。
ホームルーム開始前まで天井にしがみついて隠れるなど、日頃から忍術の開発や忍者になる為の修行を欠かさずに続けているため、身のこなしがとても軽く、終盤の会話イベントでは校舎の壁や天井を走れる程にまで成長している。
実は斎香に一目惚れをしているが、諸事情で同じクラスになるまでは「高嶺の花」であることから声も掛けたことがなかった。同じクラスとなってからは何とか親しくなろうと事あるごとに努力しているが、あまり相手にされていない。
スケベで美人に弱いお調子者な性格で、特に煩悩が絡むと運動神経、思考能力が格段に上がる。だがツメが甘いので、最後には必ず女子から制裁をくらう。また、忍者を目指していることについては、女子生徒からの評価が低い。
シルビア・コール
声 - 山菜華弥 / 同左 /井上麻里奈
魔法使い志望　種族: ヒューマン　出身: ビアンキ共和国　血液型:A型　所属クラス: B組
ユウキたちのクラスのクラス委員長で、「委員長」と呼ばれている。生真面目で融通が利かない性格で、時々HRで話が脱線してしまうセレスによく苦言を呈している。そう言った姿が目立つ一方で、掃除を手伝ってくれたユウキに対して自作したお菓子をご馳走したり、破れてしまった制服を縫い合わせてくれたりするなど心優しい一面もある。病弱な母に弟という母子家庭の長女であるため、倹約する習慣が身についているほか、奨学金で進学していることもあり時間も惜しまずによく勉強している。密かに、魔法の教師である倉沢に憧れを抱いており、時々彼の授業準備の手伝いなども行っている。
基本的には優等生としての役割が多いが、時折額の広さをネタにされることがあり（通称‘デコ神様’）、個別シナリオではそれが理由で散々な目にあっていたりもする。
『ぱすちゃC++』では、「製作スタッフのゆがんだ愛情を一身に受けたらしく、サブキャラで最もビジュアル出演回数が多いキャラになっている」と明かされている。
ドラマCDでは卒業後、実家の近くで冒険者の仕事を請け負っている。卒業して1年経っても元クラスメイト達から「委員長」と呼ばれていた。
ナツミ・キャメロン
声 - AYA / 同左 /水橋かおり
スカウト志望　種族: ヒューマン　出身: ビアンキ共和国　血液型: B型　所属クラス: B組　視力は3.6。
世界の宝と謎と事件を制覇することを夢に持つ、クラスのムードメーカー。口癖は「～なのさ（のさ）」。
スカウトと共にジャーナリストも志望している元気娘であり、常日頃から持ち歩いているカメラを使っていつもニュースと事件を追い求めている。
自身が見つけたネタを自作で発行している新聞「723ニュース」にしてよく張り出しているが、その内容のほとんどが先走った思い込みによる報道なので周囲は迷惑することがしばしばであり、ぼたんからは「普段の信憑性は20％」と評されている。
クラス内では男女問わずに友人が多く、クラスメイト達に独自のあだ名を付けて呼ぶ一方、斎香のみさん付けで呼んでいる。そのような環境に慣れている為か男女の意識が薄く、ユウキに下着姿やパンツを見られた際も気にする様子を見せなかった。
大陸でも超有名冒険者である父の影響で自身も冒険者を目指しており、普段は忙しくて中々会うことはできないものの親子仲は非常に良好で、愛用しているカメラも父から買ってもらったのである。
鈴木 ぼたん（すずき ぼたん）
声 - 乃嶋架菜 / 同左 /前田ゆきえ
戦士志望　種族: ヒューマン　出身: ナナギ皇国　血液型: A型　所属クラス: B組　身長:149cm 好きな食べ物:羊羹 苦手なもの:カエル。
紫色の髪に黒い猫耳のアクセサリーを付けた少女。冒険者を目指す傍ら自身が主催したサークル「釈迦堂L（しゃかどーる）」において天法院みやびというペンネームを使い同人マンガを描いている。その腕前はセミプロ級でジャンルは特にこだわってはいないが、主に歴史系のボーイズラブを好んで書く。一方で、男性向けは「いまいちイメージがわかない」という理由で描いておらず、特に百合系に関しては過去のあるトラウマから絶対に描く気は無い。
元々は準学校に通っており、本来ならば地元の冒険者学校である賢嬢院女学院に編入するはずだった。しかし、賢嬢院に行けば同人活動が出来なくなってしまう為、どうすればよいか悩んでいた時、ファンであり同人の先輩でもあった芥子々谷 陶子からのアドバイスを受け、ユウキが転入してくる一年前に光綾学園に編入してきた。この時の恩もあり、彼女から急かつ無理な頼みごとを押し付けられても断れずに無理を聞いてしまう（前述した黒い猫耳のアクセサリーも光綾に編入した際に彼女からプレゼントされたものである）。
また光綾へ来た事で、ナナギ皇国に祖母を一人きりにしてしまったことにも内心では負い目を感じており、定期的に連絡を取るようにしている。
出身地ではよくある地味な苗字であったため、友達が自分を苗字で呼ぶことに抵抗を持っており、ほとんどの友人には名前で呼ばせている。当初、ユウキから苗字で呼ばれることに反応していたものの、いくら言っても直らないので諦めている。身長が低いことを気にしており、伸ばすために努力したことはあるが失敗に終わっている。
普段は冷静で落ち着いた性格だか、一度キレると原因となった人物を放送禁止用語を叫びながら殴るというすさまじい一面があり、PSP版では全年齢化に伴い台詞が変更された。
光岡 くおん（みつおか くおん）
声 - 風音 / 同左 /阿澄佳奈
魔法使い志望　種族: ヒューマン　出身: ラスタル王国　血液型:A型。所属クラス: B組　研究同好会所属　嫌いな食べ物:魚
小柄で眼鏡をかけた中性的な風貌の少年。
内気で照れ屋なので押しに弱く、お人よしな性格でもあるため、サワタリをはじめとする他人の行動に巻き込まれることが多い。
一方で、発明の天才としても知られており、危険を顧みずに実験を行い、周囲に迷惑をかけるマッドサイエンティスト的な一面もある。
パーティーメンバーの中では最も女性に対して免疫がなく、女性の下着を見ただけでもその場で気を失ってしまう。
主人公への好感度を上げていくと女装させられるシーンが存在するが、その姿は女装だと知っているはずのユウキをも惑わせ、女性であるリナさえも驚く程レベルが高い。
特技はメイドさんのモノマネ。
神原 幸子（かんばら さちこ）
声 - 楠鈴音 / 同左 /斎藤桃子
神術士志望（信仰神: パヴァーヌ）　種族: ハーフエルフ　出身: ラスタル王国　血液型:B型　所属クラス: B組　ナツミ、リナ、サワタリからは「さっちん」と呼ばれる。
ふくよかな体形とおっとりとした口調が印象的な少女。心優しいが引っ込み思案な性格で、くおんに好意を抱いており、当初は緊張で会話がうまくいかなかったものの、最終的には両思いになる。
好きな食べ物は牛乳とお菓子で、作る料理もプロ並。しかし、食べすぎて太ってしまった事が悩みの種。
くしゃみをすると怪力を発揮できるという特技を持ち、携帯ゲーム程度の大きさのものならば簡単に握りつぶすことができる。
ハーフエルフなので、間もなく第二成長期を迎える事になるが、体形がどの様に変貌するのかは不明。
ちなみに彼女の冒険着は学校推奨のモノである。
ドラマCDでは卒業後、サワタリ、くおん、ナツミとの4人で冒険している。
また彼女のみ実習に誘える女性メンバーの中で唯一、ファンディスクを含めてアダルトシーンの入るストーリーが一つも存在しない。
サクソ
声 - 寅之進 / 同左 /藤原祐規
神術士志望（信仰神: パヴァーヌ）　種族: ヒューマン　出身: 聖ユクサンブル帝国　血液型: O型　所属クラス: B組。
寡黙だが、心優しく器が大きいクラスの一の巨漢。その食事量もハンパではなく、男子の平均食事量の数倍の量をいつも食べており（普段は十人前）、サクソ・フーリガンをはじめとする52の完食技を持つ。
感情の起伏が乏しいがこれは大笑いをするとすごい表情になる為であり、本人もそれを気にして普段から大笑いしないように心がけている。
特技はパントマイムであるが、その他にも数々の意外な才能を持っており多くの同好会から助っ人を頼まれている。特に野球選手としてはプロがスカウトに来るほどの才能を持っているが、本人に野球選手になる気はない。
彼も幸子同様、学校推奨の冒険着を着ている。
異母兄妹にプリル、リエルという年の離れた双子の妹がおり、2人からは「あにうえ」と呼ばれ非常に慕われている。
作中では明言されていないが、実はユクサンブル王家の王子で修行として冒険者学校へ通っている。
ヒューズ・バレッタ
声 - 須賀紀哉 / 同左 /間島淳司
種族: ヒューマン　出身: ラスタル王国　血液型: A型　所属クラス: 不明
一代で大陸2位にのし上がった武器メーカー「シーザー」の嫡男でエリーゼ・バレッタの双子の兄。名門校から転入してきたユウキをライバル視し、転入当初はかなり理不尽な嫌がらせをしてくるが、とある出来事からは改心して、エリーゼと共に実習でパーティを組むようになる。
プライドが高く傲慢で自信家だが、それは幼少の頃から周りに成金と言われ続けて性格が歪んでしまったためであり、本来は結構気の利くいい青年である。
元々は小さな鍛冶屋であった祖父、その祖父から技術を受け継ぎ十年で事業を大きくした元傭兵の父、さらにその父を支えた母の苦労を小さい頃から見続けてきたことから、誰よりもバレッタの家名とシーザーのブランドには誇りを持っている。故に、この二つを馬鹿にすることをなによりも許さない。
常日頃から一流になるための努力は欠かさず、洗練された動きによる回避を主体とした戦闘スタイルで戦う。その剣の実力は高くインターアドでは2年連続優勝の経験を持ち、他にも数々の大会で好成績を収めている。
ドラマCDでは、宿泊先までの移動手段を提供する代わりにエリーゼと共に卒業旅行に同行した他、同窓会にもナツミからの連絡を受け顔を見せている。
エリーゼ・バレッタ
声 - このかなみ / 同左 /小清水亜美
種族: ヒューマン　出身: ラスタル王国　血液型: A型　所属クラス: 不明　好きなもの:動物、少女マンガ。苦手なもの:毛虫。
ヒューズ・バレッタの双子の妹。兄のヒューズと同様に周囲の影響で、素直じゃない上にかなりのわがままというひねくれた性格をしている。その一方で、心にもないことを言ってしまう自分に対して自己嫌悪をする一面も持つ。
重度のブラコンで、兄をもり立て、兄が賞賛される事を喜びとしている。魔法使いを目指すのも、戦士となるヒューズをサポートしたいという考えからきている。
兄と同じようにシーザーのブランドに誇りを持っており、冒険者を目指したのも父の作った一流の武器を使う自分もまた一流でなければならないと理由からである。
長髪に加えて両サイドに二つのドリルヘアーという非常に特徴的な髪型をしているが、それを見たルーシーからは「貝みたい」と馬鹿にされてしまっている。
得意なものは裁縫と料理。特に料理に関しては、同じく料理を得意としているリナとも互角に張り合えるほどの腕前を持ち、カルボナーラを得意料理としている。また本人に自覚はないが極度の方向音痴であり、家に行くつもりが別大陸に行ってしまった事がある。
なお、ライバル視しているリナと斎香が巨乳系である事もあってか、小振りの胸を気にしている模様。
蘇我野 まゆ（そがの まゆ）
声 - 不明 /—/ 稲村優奈
種族: ヒューマン
ヒューズの追っかけをしている下級生3人娘の1人。天然ボケで間延びした口調が特徴。3人の中で一番腹黒い性格をしている。
雨宮 ミキ（あめみや ミキ）
声 - 不明 / —/米澤円
種族: ヒューマン
下級生3人娘の1人で、3人の中では常識人のようだが、押しに弱くいつも他の2人に流されて、フォローをさせられている。
コルネ・ランバー
声 - 不明 /—/ 伊瀬茉莉也
種族: ヒューマン
下級生3人娘の1人で、 3人の中ではリーダー格。思いつきで行動する事が多いため失敗する事が多い。また、ちょっとしたお嬢様らしく、プライドが高いので、失敗時のフォローは人（大抵はミキ）任せである。

#### 光綾学園・教職員
ベネット・コジュール
声 - 猫魅愛 /—/ 折笠愛
光綾学園の学園長 種族: エルフ 出身: ラスタル王国　血液型:A型
前作から引き続き登場。以前は舞弦学園でカイトたちの担任兼魔法教師をしていたが、今作では光綾学園の学園長として登場する。魔王事件での辛い経験から学園では誰よりも教え子たちの将来を案じており、もし再び自分の教え子が危険な目に遭うことがあれば自身が身代わりとなろうと考えている。エルフである為、外見はほとんど変化していない。
既婚者で子供もいるが旦那とは学生結婚であった為、学生同士の恋愛についての問題に関しての処置は非常に寛大である。また今作において隠れポン酒好きであることが明かされた。
ネイ・ガーシュイン
声 - 飲島筆 /—/丹沢晃之
光綾学園の体育教師　種族: ヒューマン　出身: アガメン通商圏　血液型:A型
黄緑色のジャージとスキンヘッドがトレードマークの豪快にして快活な熱血漢。かつては多くの戦場を渡り歩いた猛者らしく、その経験から授業では容赦なく生徒を鍛えている。
強面な顔つきをしているが、素行の悪い生徒以外にはシャイで生徒思いな一面を見せる。
実は人気絶頂のアイドル、バンビ・アイの追っかけ。コンサートには必ず行き、会員限定のシークレットライブでは限定グッズが客席に投げ込まれるため、それを手に入れようと密かに山奥で体力づくりをしている。
セレス・ルーブラン
声 - 石川愛子 /—/ 堀江由衣
種族: エルフ　出身: ベルビア王国　血液型: O型　誕生日: 4/15 (牡羊座)　好きなもの: 梅コブ茶、肉まん　ナツミからは「セッちゃん」と呼ばれる。
前作のヒロインの1人で、ユウキ達の所属するB組のクラス担任を務めるほか、光綾学園のスカウト教師兼女子寮の寮監も務める。数年前までBクラス冒険者として現役で活動をしていた。教師となったのは昨年からである為、教師経験は浅いもののアドバイス用の個人リポートを自主的に作成するなど教育に対する熱意は本物。
長髪を編んでいた前作と異なり、髪型がショートボブへと変化しているもののそれ以外での外見の変化はない。
性格は天然ボケで、本人は努力しているがうっかりミスもしばしば。時に大きなミスをする事もあるが、潜在的な技量の高さ（本人に自覚無し）でカバーし、大事に至ることは意外に少ない。そんな姿に愛嬌があると学生たちからは慕われている。温泉を掘り当てようとして石油を掘り当てる程の強運の持ち主であるが、その性格から損をしていることが多く、知り合いからもよく指摘されている。
前作において、カイトに玉子酒をうまく作れなかったことを気にしていたようで、猛練習を重ねて作れるようになったことが明かされている。
本作の隠しヒロインであり、ある条件と満たすと卒業式後に彼女と両思いとなることができる。
倉沢 篤胤（くらさわ あつたね）
声 - 小次郎 /—/ 松丸幸太郎
　種族: ヒューマン　出身: ベルビア王国　血液型:A型　年齢:27歳
光綾学園の魔法教師兼男子寮の寮監。普段からほぼ無表情・無感情であり、どこかしら人を近づけがたい雰囲気を持っている。風紀にも厳しいが授業は判り易く丁寧で、生徒からの評判も悪くない。過去にかかわったある事件以降、時間に煩く「1分1秒たりとも無駄にするな」が口癖となっている。教師たちの中では単独行動が多い。
元々はベルビア軍に所属していた軍人（階級は大尉）で、戦いで体を壊したことから健康上の理由で退役した過去を持つ。退役後も肉体の鍛錬を続けている為、魔法使いには珍しい鍛え抜かれた肉体を持つ。
同じ教師のイヴとは古い付き合いであり、現在でも彼女のミスのフォローをすることがある。
イヴ・ラライラ
声 - 和葉 /—/ 遠藤綾
信仰神: パヴァーヌ　種族: ヒューマン　出身: 聖ユクサンブル帝国　血液型:AB型　趣味:通販、ギャンブル
光綾学園の神術の授業を受け持つ女性教師。無類のお酒好きで、授業の合間に飲んでいる事も珍しくないが、大きな問題には発展させる事が無いため、学園長のベネットも諦めている。時々生徒を誘惑したりもするが、TPOはしっかりと守っている。お気楽主義で、物事を深く考えない性格。その上ギャンブル好きなのだが、かなり強運の持ち主なので身を滅ぼす事は無い模様。
聖ユクサンブル学園では、伝説のOGと言われている。倉沢とは古い付き合いであり、二人でいる時に名前で呼ぶ場面がある。
大人びた外見だが、実年齢はセレスよりも年下（27歳以下）で、下に妹がいる。
真田 完柳斎（さなだ かんりゅうさい）
声 - 塚猿助 /—/ 上別府仁資
種族: ヒューマン　出身: ナナギ皇国　血液型:B型
光綾学園の剣術教師。 普段は気さくでちょっと忘れっぽい所がある爺さんだが、ブランデーやウィスキーを飲ませると鬼神に豹変する。豹変時の実力は、同じ教師であるネイやイブが保身の為に逃げ出す程で本人もその間の記憶を覚えていない。
スケベな性格で、サワタリと共に覗きを企んだり女子の下着をコレクションにしたりしている。一方で昔先立った妻のことは心から愛しており、今でも墓参りは欠かさず行っている。
鉄仮面さん（てつかめんさん）
声 - 長谷川美樹 /—/ 今井麻美
光綾学園の購買部で働く大きな甲冑を身に纏った謎の人物。ダンジョンのトラップ設置も担当している。鉄仮面さんという名前は通称であり、本名や素性についてはなかなか明かそうとしない。
どこで入手したか分からない怪しげなアイテムを高値で強引に生徒や教員に売り付け、お金が足りない場合は相手が学生でもローンで返済させようとする。大きな甲冑に似合わずナイフの扱いに長けておりその一撃は神速。『ぱすちゃC++』において、実は学園最強という噂があることがフィルの口から語られている。
その正体は前作に登場したロニィの双子の妹、ルビィ・スタインハート。本編ではほとんど甲冑を着込んでいるが、時々脱いで姉に瓜2つの正体を現している。また姉から情報を得ているのか、ベネットの家庭事情に詳しい。

#### ファルネーゼAS・生徒
リカルド・グレイゼン
声 - 滝沢アツヤ / 同左 / 尾崎淳
種族: ヒューマン　出身:ビアンキ共和国　血液型:A型
ファルネーゼASの学生会長で、兵器メーカー「銀星」の息子の1人。1年時から圏内模試でトップの成績を保ち、特例として3年生ながら2年連続で学生会長を務めている。それに加えて、非公式にインターアドの記録を塗り替えるほどの実力も持っている文武両道の天才。その優れた才能と理事長の孫娘である斎香の婚約者である立場を利用し、事実上学園を仕切っている。
自らを「世界を統べるべくして生まれてきた存在」と信じて疑わず、他者には高圧的な態度を振りまき、気に入らない者に対しては当然のように侮辱する。運営体制に問題を抱える冒険者ギルドを“冒険者のため改革”と称して潰し、自分を中心とした独裁社会へと作り変えることで世界を統べる野望を持つ。野望実現のためなら手段を選ばず、利用できるものは何でも利用し、戦力強化のため他校で優秀な成績を修めている生徒の引き抜きも平気で行う。
ルートによって結末が大きく変わるキャラクターであり、最終ボスとして登場することもあれば、終盤の物語に絡まないシナリオもある。
本編では冷酷な人物として描かれているが、ファンディスクである『ぱすちゃC++』やドラマCDでは、登場するいくつかのシナリオにおいて色物じみた扱いを受けている。
アゼル・アゼリーン
声 - 高奈ゆか / 同左 /浅川悠
　種族: ヒューマン　出身:アガメン通商圏　血液型:O型
ファルネーゼASのナンバー2である魔法使い志望の女子学生で、リカルドの情婦でもある。生まれが貧しく成り上がる為に、自ら進んでリカルドに従い、彼から選ばれた存在であることに誇りを持っている。幻惑系の魔法を得意とし、電気鞭を武器として用いる。
普段は温厚な性格だが、自分の思惑通りに計画が進行しない時にはヒステリックでサディスティックな本性を見せることもある。
クリス・ヴィッカー
声 - 中村勇祐 / 同左 / 寺島拓篤
ファルネーゼASの学生　神術士志望（信仰神:不明）　種族: ヒューマン　出身:ベルビア王国　血液型:A型
ユウキの元後輩で、リカルドの側近の一人として彼とよく行動を共にしている。リカルドのやり方に不満を抱きつつも、奨学生という立場や病気の父母への補償を受けている関係上反抗できないでいる。お茶を入れるのが得意で、リカルドからは評価されている。

#### その他
竜胆 沙耶（りんどう さや）
声 - かわしまりの /—/ 瑞沢渓
　職種:戦士　種族: ヒューマン　血液型: A型　誕生日: 3/10 (魚座)
前作のヒロインの1人で、妹であるリナとは11歳違いである。　Sクラス冒険者として非常に有名な人物。かつてはユウキのことを「ユウ坊」と呼び、リナとユウキに剣術の手解きをしていた。
前作から10年が経過したこともあって容姿が変化しており、身長が伸びて体つきもより女性的に成長しているが、明るくさっぱりとした性格と勢い任せの行動をする点は変わっていない。
魔王事件の当事者であるベネットにとある報告をする為に光綾学園を訪れる。学生時代に担任ではなくても説教される事が多かったのか、未だにベネットには頭が上がらない。
ルビィ・スタインハート
声 - 長谷川美樹 /—/ 今井麻美
種族: ヒューマン　出身地：アガメン通商圏
前作に登場したロニィ・スタインハートの双子の妹で、鉄仮面さんの友人を自称している。鉄仮面さんの悪口を言うと何故か怒ってナイフで攻撃してくる（実は本人だから）。代々怪盗をしている家系であり昔は姉妹で怪盗をしていたが、姉が足を洗ってからは一人で怪盗家業を続けている。見た目や言動はかなり若々しいが、実年齢は気にしているようで指摘しようとすると静かに怒る。『ぱすちゃC++』内に収録されている「ぱすちゃQ++」では仲間として登場し、攻撃とCPが高い便利なキャラとして非常に重宝する。
アルフレッド・ドーン
声 - 平山丈史 /不明/ 山口りゅう
バレッタ家に仕える執事。元傭兵。種族: ヒューマン。
いつもヒューズとエリーゼを見守っている。バレッタ兄妹が幼少の頃から執事をしているので2人の事情をよく知っており、そのため2人に心許せる本当の友人が居ない事を憂いている。よく自らの体験談を長話する癖がある。
カール・ディクソン
声 - 馬並硬太 /—/ 町田政則
ベルビア王国の宰相　種族: ヒューマン。
前作から引き続き登場。今作では宰相だけでなく、魔王対策協議会の責任者も兼任している。役目上、一部の人々を犠牲にしてでも確実に大多数の安全を確保する道を選択をする人物だが、個人的には奇跡的であっても誰も犠牲にしないで済む方法を望んでいる。光綾学園を訪れた際に偶然すれ違ったユウキを見て、相羽カイトと雰囲気が似ていると評した。
ドッツ・カイエン
声 - 平山丈史 / 同左 / 宮下栄治
リカルドが野望実現の為の工作員として雇った元Aクラス冒険者。職種:スカウト　種族: エルフ　出身:ベルビア王国　血液型:O型。
かつてはインターアドのスカウト部門で優勝した経験を持つなど高い実力者であったが、非常に素行が悪くパーティーメンバーへの暴力行為が絶えなかったことからギルドを解雇。何処のギルドでも雇って貰えなくなっていた所をリカルドに拾われた。武器としてボウガンを用いる。
拾われた身の為リカルドには逆らえず厳しい教育を受けた上に、リナルートではあえなく怪物になってしまうなど。『ぱすちゃC++』のプロフィールでは「痛い目にあわせるよりあわされているキャラ」と言われている。ドラマCDでは、自身が知らないうちにリカルドの手によってメタルヒーローのような姿へ変身できるよう改造されている。
薙原 シン（なぎはら- ）
声 - 滝沢アツヤ /—/ 相沢正輝
薙原ユウキの父親で冒険者　種族: ヒューマン　職種: 不明
10年前の魔王事件と同時期に、コルウェイド（新大陸）で起きた「スレアークの虐殺事件」でただ1人行方不明となり死んだと思われている。
ポルテ・ソロー
声 - 不明 /—/ 不明
Bクラス冒険者　職種: 魔法使い　種族: エルフ
おっとりとした性格の持ち主で、「スレアークの虐殺事件」の調査で竜胆沙耶の助手を務める。
相羽 カイト（あいば カイト）
声 - 不明 /—/ 市原将弘
前作の主人公　Bクラス冒険者　種族: ヒューマン　出身:ベルビア王国　血液型:A型
今作では新大陸のコルウェイドで冒険中である為、ゲーム本編中には何度か名前（リナルートのみ後姿）が登場するものの正式な登場シーンはない。『ぱすちゃC++』では、ユウキとリナの卒業を祝うため光綾学園に来たミューゼルの付き添いという形で正式に登場した。前作でミューゼルを助ける為とはいえ恩人であった式堂兄妹を手にかけてしまったことを引きずり続けていたが、彼らと関わりのあるルーシーとニィさんに出会ったことで、ある体験をする。
ミューゼル・クラスマイン
声 - 高井陽子 /—/ 力丸乃りこ
前作のヒロインの1人　種族: ヒューマン　職種:神術士（信仰神: パヴァーヌ ）　血液型: A型　誕生日: 6/26 (蟹座)　Aクラス冒険者。
今作では新大陸のコルウェイドでカイト共に冒険中。
オープニングアニメーション中には前作と変わらない姿で登場している。
コレット・ブラウゼ
声 - 金田まひる /—/ 藤田咲
前作のヒロインの1人　職種: 魔法使い　種族: ハーフエルフ
Sクラス冒険者兼魔王ラガヴリ研究の教授。酒癖が悪く、沙耶からは要注意と言われている。ゲーム本編中にも登場するが、現在の姿での登場はない。『ぱすちゃC++』では新大陸に渡ったユウキとリナの前に案内人として姿を現すが、第二次成長を終えて完全に体型や容姿が変わっていた為、ユウキもリナも再会した当初は誰なのかわからず、コレットと知ったときは大変驚愕した。
芥子々谷 陶子（けしがや とうこ）
声 - 伊藤瞳子 /—/ 仙台エリ
職種: 不明　種族: ヒューマン
光陵学園の卒業生である同人作家。常に笑顔を浮かべており、一見すると穏和で話しやすい印象を与えるが、人払いのために売り子用のコスプレ衣装に細工を施してわざとアクシデントが起こるように仕向け、それを事前に説明しないといった、かなりあくどい性格の持ち主。しかし「基本を忠実に」を信条とした同人作家としての実力は確かで、学生の身であった頃からぼたんを含めた多くのファンを獲得していた。
光陵学園に在籍していた2年生時、「冒険者を目指すなら賢嬢院女学院に進学するしかないが、同人活動が出来なくなる」と思い悩んでいたぼたんの相談に乗り、彼女が光陵学園に編入するきっかけを作った。
3年生時には、ぼたんと濃密な1年を過ごしたらしいが、この事が原因でぼたんからは出会うことすら避けるほど恐れられている。立場上は「ぼたんの同人誌の師匠」であり、よくそのことを利用してぼたんに売り子や同人の手伝いを脅迫紛いの手段で頼んでいる。
同人マンガだけでなくコスプレ衣装も制作しており、その作りこみも武器に軽金属を使用するなどもかなり本格的に仕上げている。
アルツ・エリオン
声 - 不明 /—/ 金元寿子
聖ユクサンブル学園の3年生　神術士志望（信仰神: パヴァーヌ）　種族: エルフ
昨年、インターアドの神術士部門拳士の部で優勝した実力者で今年度のインターアド同部門優勝候補。フィルルートにおいて彼女と激闘を繰り広げた。試合後、誇りと勝利の為に自分が捨ててしまっていたものに気付かせてくれた彼女と握手を交わし、いつか共に冒険することを約束した。
その名は他校の間でも有名であり、リカルドからもその実力を評価されていた。そのため、インターアドのイベント後に彼から直接ファルネーゼASにスカウトされるが、自身の信念を貫くためにそれを拒否している。
『ぱすちゃC++』では、フィルとタッグを組むシナリオが収録されており、そのシナリオでは見事なコンビネーションを披露している。また彼女との邂逅を経て、拳士である前に神術士でありたいと考えるようになった影響か本編の時よりも勝負の勝ち負けに拘らなくなった他、物腰が穏やかになり以前よりも笑顔を見せる事が多くなっている。
ちなみに幼少期は海の近くに住んでいたことから海の食材には明るく、シーフードのクリームシチューなどの料理も作ることができる。
柿本 カイ（かきもと カイ）
声 - 不明 /—/ 椎橋和義
舞弦学園の3年生。戦士志望。種族: ヒューマン。
2年前のインターアド一回戦及び昨年のインターアド準決勝においてヒューズに負けた人物。その際にヒューズに三流呼ばわりされたことを根に持っており、打倒ヒューズを目指している。
セントジョン・キャメロン
声 - — /—/ 川村拓央
職種:スカウト　種族: ヒューマン　出身地:ベルビア王国　血液型:A型
ナツミの父で、『冒険野郎』の通り名を持つほどの有名人でもある。過去に出した冒険記は全部ベストセラー入りしており、エリーゼも愛読者の一人である。非常に豪快な人物で、悪を許さない正義漢。その実力も本物で、落下中に受けた攻撃を鞭だけで防ぎ切り、単独で麻薬取引の現場を制圧できるほど。移動には「ジャスティス」という名の馬を用いており、名前を呼べばどこからともなく登場する。娘であるナツミのことは溺愛しており、年始めには年賀状と一緒に古代ドラゴンの化石をプレゼントしている。

### 人物以外のキャラクター

#### 動物
ニィさん
声 - 不明 /—/仲村水希
ルーシーが10年ほど前から連れている黒猫でルーシーの魂の兄。その正体は前作の重要人物・式堂甲斐那の転生体である。
レコパル
声 - 不明 /—/ 三戸耕三
鉄仮面さんが知り合いから預かったペット。普段は可愛らしい姿と鳴き声で人々を魅了しているが、その本性は「悪魔のようなような生き物」と評されるほど腹黒く、その姿を見せている時には口調や容姿が変化する。リナやフィル、その他数人の女子を襲撃後ユウキ達に追い詰められ、最後の逃走手段として鉄仮面さんの鎧の中に逃げ込むが皮肉にもそれが彼の逃走劇に終止符を打つことになる。

#### ランサー（ロボット）
魔法源（マナ）を原動力にして動く多目的魔導兵器。軍事用や家庭用など複数の種類に分かれており、タイプによってエネルギーの供給方法が異なる。軍事用や冒険用のランサーは、マナを充電したバッテリーを積んで稼働させることで短時間だが圧倒的な出力を出すことができ、家庭用ランサーはその場に満ちているマナを集めてエネルギーとすることで出力は出ないものの長時間の稼働を可能にしている。
エクスディン
ランサーメーカー『RED』社製のランサー。光綾学園の購買部でダンジョン実習用にレンタルできる冒険用ランサーで、戦士とスカウトの能力を持つ。
ソロモン
ランサーメーカー『RED』社製のランサー。光綾学園の購買部でダンジョン実習用にレンタルできる冒険用ランサーで、魔法使いと神術士の能力を持つ。
ブリッツ
リカルドが「銀星」の工場で極秘裏に開発生産させていた戦闘用ランサーの標準タイプ。
インパルス
リカルドが「銀星」の工場で極秘裏に開発生産させていた戦闘用ランサーの強化タイプ。
カランバちゃん
声 - 不明 /—/ 野中藍
シーザーが持てる魔法技術の粋を集めて開発した新型家庭用ランサーの試作機。正式名称は「メイド・バイ・メイド・ランサー　MBML13型」でカランバは個別呼称名。ルーシーの主人公への好感度を上げると登場する。
自律思考呪文を封印したことで限りなく人に近い思考と行動を可能としており、その外見も名前のとおり一見すると普通の人間と遜色ない。
モニターとして光綾学園にくるが、諸事情により体のある箇所のボタンが押されたことで暴走。戦闘モードである「デストロイモード」へと切り替わってしまう。
一度「デストロイモード」になってしまうと、カランバ自身でも元に戻ることはできず破壊する以外にないのだが、このモード中は巨大化や弾薬の一斉発射、さらに敗北を察したら殺人音波を発したりする等の驚異的な機能を発揮する為、破壊するのは非常に困難を極める。
デストロイア
「銀星」で開発された試作機ランサー。ブリッツとインパルス以上の戦闘力を持っているが、開発したヤリスによると2機以上にマナの消費が激しい欠点を持つ。斎香ルートでは、テラーのマテリアルから溢れ出る膨大なマナをエネルギー源として稼働したが、敵モンスターとしては登場しなかったため形状等は不明となっている。

#### 世界を破壊するもの
異神テラー（いしんテラー）
コルウェイドにて太古のエルフが誤って召喚してしまった異界の生命体で、魔王ラガヴリをも凌ぐとされている恐怖の存在。生物以外のどのような姿にでもなることができ、当初は近づいて来た者に寄生しその者の精神を欲望で蝕んで肉体を餌として食らいながら力を蓄えて覚醒する。覚醒後は、その星全体の生命体の精神を支配して、全ての生命体が自分に食料を供給す為だけに存在する世界に変えてしまう。太古の記録では「百獣を制す牙、万里を越える翼、大海を裂く鱗を持つもの」と称されていた。
太古のエルフ達は、異世界に追い出す事も抹殺する事もできなかったため、オプタ遺跡に封印したのだが、オプタ遺跡の封印が解けたことにより冒険者によって持ち出されてしまった（この時は、檻のような形をして膨大なマナを流出させつづけていた）。
魔王ラガヴリ（まおうラガウリ）
前作のラスボス。ルーベンス大陸に渡ってきたエルフたちの子孫達が、オプタ遺跡に封印されているテラー復活に備えて魔力を集結させて生み出した意思をもった精神エネルギー体。強大な魔力を持ち媒体となる肉体に憑依してその力を発揮する。
しかし、思考の制御でミスが生じ、破壊と殺戮をもたらす存在となってしまったため、テラーの封印が解けるまでの間、地下深くに封印されていた。精神エネルギー体であるため、物質化する際にはラガヴリと相性が良く魔力の許容量が大きい者（魂の器と呼ばれる）に憑依しているか、封印等に封じ込められた状態で無いと自身のエネルギーを消耗しつづけて消滅してしまう。一応、魔力の許容量が少ない者であっても封印した状態でなおかつ二人に分けて憑依させる等の工夫をすることで、その力を使用することができるが肉体に反動が起こる為長時間の憑依はできない。

#### 四神
天神パヴァーヌ（てんしんパヴァーヌ）
この世界の神で、生物を司る。別名「生の神」「光の神」。神の奇跡をもたらすものとして「白の鐘」を遣わした。
生物に癒しや健康（生命力）を与える神として、この世界で最も信仰されている。
白の鐘の能力は癒しの奇跡。しかしそれを行使出来るのはこの時間軸においてミューゼルただ一人であった。
主な信仰者：ミューゼル・クラスマイン、サクソ、イヴ・ラライラ、アルツ・エリオン
緑神クープラン（りょくしんクープラン）
この世界の神で、植物を司る。別名「土の神」。神の奇跡をもたらすものとして「緑の鐘」を遣わした。
植物や柔らかいものに力を与える神として、パヴァーヌの次に信仰者が多いのだが、作中には該当者が登場しなかった。
水神ラヴェル（すいしんラヴェル）
この世界の神で、水に関わるものを司る。別名「水の神」。神の奇跡をもたらすものとして「青の鐘」を遣わした。
水中に棲むものや冷えたもの硬いものに力を与える神として、パヴァーヌ、クープランに次いで信仰されている。
主な信仰者：フィル・イハート
黒神ディー（こくしんディー）
この世界の神で、時間を司る。別名「時間の神」「死の神」。神の奇跡をもたらすものとして「黒の鐘」を遣わした。
その恩恵は強大であるがほとんどが死に関わるという事と、恩恵を得るためには幸福を供物とする必要があることから、邪神として恐れられ信仰者は非常に少ない。
ディーに供物として生命を捧げた場合によって与えられる死は生命力の枯渇ではなく、生命自体の劣化（老化）によってもたらされるため、如何なる存在であっても回避できず、パヴァーヌの白の鐘による「絶大なる癒しの奇跡」すらも例外ではない。
黒の鐘の能力は時間跳躍であり、鐘に触れた者に行使権が付与される。行使権を得られるのは5人までであり、権利者が命を落とさない限り新たに行使権を得ることはできない。
主な信仰者：ルーシー・ミンシアード

#### その他
精霊
神ではないが、火、水、土、風といった様々な事象に深い関わりを持つ存在。姿形は様々であるが、生き物の姿をしている精霊は精霊獣とも呼ばれる。万が一、一種類の精霊に長時間干渉されてしまうと、その強い力により稀にだが肉体が影響をうけて最悪の場合は死に至る。
氷の精霊獣レラ・ペレス
その名の通り氷を司る精霊獣で三つ首の竜の姿をしている。めったに人里に降りて来ることはないが極端に気温が下がるため、レラ・ペレスが確認された地は極寒と化す。
真理の一族
「ぱすちゃQ++」に登場する異世界の存在。時を超えていろいろな世界を記録することを使命に持つ。現地の『知識』を吸収してエネルギーを得ることが出来るが、作中の世界では、人の脳から信号に変換してもらう（作中では『咀嚼』と表現されている）必要がある為、大きな力を得るには協力者とかなりの日数が必要となる。
クエス
声 - 不明 /—/ 不明
夏期合宿でユウキ達が出会った真理の一族で、子供ぐらいの背丈しかない。本来は違う世界へ行く予定だったが不測の事態によってユウキ達の世界に現れ、原因となった邪悪な存在を探す為にユウキ達に協力を依頼する。
リドル
声 - 不明 /—/ 不明
クエスが邪悪な存在として探している真理の一族。クエスと違って刺々しい顔つきに高身長な体格を持ち、リカルドを含む様々な人間を利用し知識を得ていた。
実は、前述の姿は変身したもので本来はクエスに近い顔つきに同じくらいの身長しか無い。クエスとは結婚したばかりであり、ハネムーン中に彼がユウキの住む世界の知識に興味を持ち勝手に現れたことから今回の騒動へと発展した。

## スタッフ
- シナリオ - HIRO、はちまん
- メインキャラクター原画 - おにぎりくん
- モンスター・ランサー ・エキストラキャラクター原画 - 月餅

## 主題歌

### PC版
オープニングテーマ「Dreaming Continue」
歌 - NANA / 作詞 - HIRO / 作曲・編曲 - Shade
エンディングテーマ「虹の向こうのHorizon」
歌 - UR@N / 作詞 - HIRO / 作曲・編曲 - Shade / コーラス - ICHIKO
イメージソング「The Engaged Fortune」
歌 - 橋本みゆき / 作詞 - HIRO / 作曲・編曲 - Shade / ラップ - bamboo
イメージソング「Are you ready?」
歌 - 実谷なな / 作詞 - 山下慎一狼 / 作曲 - Shade / 編曲 - 水夏える・Shade
イメージソング「Happening to meet」
歌 - nao / 作詞 - 山下慎一狼 / 作曲・編曲 - Shade

### PSP版
オープニングテーマ「ぱすてるチャイム」
歌 - バンビ・アイ feat.nao / 作詞 - nao、山下慎一狼 / 作曲 - 新井健史 / 編曲 - Demetori
挿入歌「ふぁ〜すと∞いんぷれっしょん」
歌・作詞 - nao / 作曲・編曲 - 山田重利
エンディングテーマ「Brand new & Continue」
歌 - 竜胆リナ（喜多村英梨）、斎香・S・ファルネーゼ（佐藤利奈）、ルーシー・ミンシアード（早見沙織）、フィル・イハート（新名彩乃）
作詞 - HIRO / 作曲・編曲 - Shade

## 関連商品

### カードゲーム
Lycee
シルバーブリッツのトレーディングカードゲーム、Lyceeに参戦している。収録エキスパンションは、Alicesoft2.0など。

### 書籍
漫画版『ぱすてるチャイムContinue』（全2巻）
『電撃G's Festival! COMIC』Vol.16より連載開始、Vol.32で連載終了。作画は大秦国王安敦。

### CD
Dreaming Continue
OP&ED収録マキシシングル。（LACM-4193）
オリジナルサウンドトラック
（LACA-9053〜9054）
ぱすてるチャイム
PSP版OP&挿入歌収録マキシシングル。naoの3rdシングル。（FVCG-1137）